# Zmeura de Aur pentru cea mai proastă refacere sau continuare a unui film
Zmeura de Aur pentru cea mai proastă refacere sau continuare a unui film (engleză: Golden Raspberry Award for Worst Prequel, Remake, Rip-off or Sequel) este un premiu parodic acordat anual pentru cea mai proastă refacere sau continuare (prequel, sequel) a unui film lansat anul anterior. În continuare este prezentată o listă a nominalizărilor și a filmelor care au câștigat acest premiu.
Între 1994 și 2005, categoria a fost redenumită ca Cea mai proastă refacere sau continuare / Worst Remake or Sequel. Categoria a fost împărțită în două premii cea mai proastă continuare / Worst Prequel or Sequel și cea mai proastă refacere / Worst Remake or Rip-off în 2006 și 2007, dar a fost unită în 2008. Nu s-au acordat premii în 1996 și 1999.
În ciuda denumirii acestui premiu, ecranizările altor tipuri de produse mass-media (cărți, romane grafice, desene animate) sunt eligibile pentru nominalizare (prin extinderea în linii mari a termenului "remake" pentru a include adaptări).

## Premii și nominalizări

### Cea mai proastă refacere sau continuare (1994–1995, 1997–1998, 2000–2005)
- 1994 Wyatt Earp - Warner Bros. - Kevin Costner / Lawrence Kasdan / Jim Wilson
  - Beverly Hills Cop III - Paramount - Robert Rehme / Mace Neufeld
  - City Slickers II: The Legend of Curly's Gold - Columbia / Castle Rock Entertainment - Billy Crystal
  - The Flintstones - Universal - Bruce Cohen
  - Love Affair - Warner Bros. - Warren Beatty
- 1995 The Scarlet Letter - Hollywood - Roland Joffe / Andrew G. Vajna
  - Ace Ventura: When Nature Calls (Ace Ventura: Un nebun în Africa) - Warner Bros. - James G. Robinson
  - Dr. Jekyll and Ms. Hyde - Savoy Pictures - Robert Shapiro / Jerry Leider
  - Showgirls (ro. Seducție la Las Vegas) (refacere a  All About Eve ro. Totul despre Eva și The Lonely Lady) - MGM / UA - Charles Evans / Alan Marshall
  - Village of the Damned - Universal - Michael Preger / Sandy King
- 1997 Speed 2: Cruise Control - 20th Century Fox - Jan de Bont / Steve Perry / Michael Peyser
  - Batman & Robin - Warner Bros. - Peter MacGregor-Scott
  - Home Alone 3 (Singur acasă 3) - 20th Century Fox - John Hughes / Hilton Green
  - The Lost World: Jurassic Park (Lumea pierdută: Jurassic Park) - Universal - Kathleen Kennedy / Gerald R. Molen / Colin Wilson
  - McHale's Navy - Universal - Bill Sheinberg / Jonathan Sheinberg / Sid Sheinberg
- 1998 The Avengers - Warner Bros. - Jerry Weintraub (tie)
- 1998 Godzilla - TriStar - Dean Devlin / Roland Emmerich (tie)
- 1998 Psycho - Universal - Brian Grazer / Gus Van Sant (tie)
  - Lost in Space - New Line Cinema - Mark W. Koch / Stephen Hopkins / Akiva Goldsman / Carla Fry
  - Meet Joe Black (remake of Death Takes a Holiday) - Universal - Martin Brest
- 2000 Book of Shadows: Blair Witch 2 - Artisan - Bill Carraro
  - How the Grinch Stole Christmas - Universal - Brian Grazer
  - The Flintstones in Viva Rock Vegas - Universal - Bruce Cohen
  - Get Carter - Warner Bros. - Neil Canton / Mark Canton / Elie Samaha
  - Mission: Impossible II (Misiune: Imposibilă II) - Paramount - Tom Cruise / Paula Wagner
- 2001 Planet of the Apes - 20th Century Fox - Richard D. Zanuck / Ralph Winter
  - Crocodile Dundee in Los Angeles - Paramount - Paul Hogan / Lance Hool
  - Jurassic Park III - Universal - Kathleen Kennedy / Larry Franco
  - Pearl Harbor (refacere a filmului Tora! Tora! Tora! din 1970) - Touchstone - Michael Bay / Jerry Bruckheimer
  - Sweet November - Warner Bros. - Elliott Kastner / Steven Reuther / Deborah Aal / Erwin Stoff
- 2002 Swept Away - Screen Gems - Matthew Vaughn
  - I Spy - Columbia - Mario Kassar / Andrew G. Vajna / Betty Thomas / Jenno Topping
  - Mr. Deeds (remake of Mr. Deeds Goes to Town) - Columbia / New Line Cinema - Sid Ganis / Jack Giarraputo
  - Pinocchio - Miramax - Gianluigi Braschi / Nicoletta Braschi / Elda Ferri
  - Star Wars: Episode II – Attack of the Clones (Războiul stelelor - Episodul II: Atacul clonelor) - 20th Century Fox - George Lucas / Rick McCallum
- 2003 Charlie's Angels: Full Throttle - Columbia - Drew Barrymore / Leonard Goldberg / Nancy Juvonen
  - 2 Fast 2 Furious (Mai furios, mai iute)  - Universal - Lee Mayes / Neal H. Moritz
  - Dumb and Dumberer: When Harry Met Lloyd - New Line Cinema - Troy Miller / Brad Krevoy / Mark Burg / Oren Koules / Toby Emmerich
  - From Justin to Kelly (De la tine pentru mine) (refacere a filmelor Where the Boys Are și Where the Boys Are '84) - 20th Century Fox - John Steven Agoglia
  - The Texas Chainsaw Massacre - New Line Cinema - Michael Bay / Mike Fleiss / Brad Fuller / Tobe Hooper / Kim Henkel
- 2004 Scooby Doo 2: Monsters Unleashed - Warner Bros. - Charles Roven / Richard Suckle
  - Alien vs. Predator - 20th Century Fox - Walter Hill / Gordon Carroll / David Giler / John Davis
  - Anacondas: The Hunt for the Blood Orchid - Screen Gems - Verna Harrah / Jacobus Rose
  - Around the World in 80 Days - Disney - Bill Badalato / Hal Lieberman
  - Exorcist: The Beginning - Warner Bros. - Aaron Dem / Guy McElwaine / David C. Robinson / James G. Robinson
- 2005 Son of the Mask - New Line Cinema - Erica Huggins / Scott Kroopf
  - Bewitched - Columbia - Nora Ephron / Lucy Fisher / Penny Marshall / Douglas Wick
  - Deuce Bigalow: European Gigolo - Columbia - Adam Sandler / John Schneider
  - The Dukes of Hazzard - Warner Bros. - Bill Gerber
  - Casa de ceară - Warner Bros. - Susan Levin / Joel Silver / Robert Zemeckis

### Cea mai proastă continuare (2006–2007)
- 2006 Basic Instinct 2 - Columbia - Mario Kassar / Joel B. Michaels / Andrew G. Vajna
  - Big Momma's House 2 - 20th Century Fox - Michael Green / David T. Friendly
  - Garfield: A Tail of Two Kitties - 20th Century Fox - John Davis
  - The Santa Clause 3: The Escape Clause (Familia lui Moș Crăciun) - Disney - Tim Allen / Brian Reilly / Jeffrey Silver
  - The Texas Chainsaw Massacre: The Beginning (Masacrul din Texas: Începuturile) - New Line Cinema - Michael Bay / Mike Fleiss / Tobe Hooper / Kim Henkel / Andrew Form / Brad Fuller
- 2007 Daddy Day Camp - TriStar / Revolution Studios - Matt Berenson / John Davis / Wyck Godfrey
  - Aliens vs. Predator: Requiem - 20th Century Fox - John Davis / David Giler / Walter Hill
  - Evan Almighty (Evan Atotputernicul) - Universal - Gary Barber / Roger Birnbaum / Michael Bostick / Neal H. Moritz / Tom Shadyac
  - Hannibal Rising (Hannibal: În spatele măștii) - The Weinstein Company - Dino De Laurentiis / Martha De Laurentiis / Tarak Ben Ammar
  - Hostel: Part II (Căminul ororilor) - Lions Gate - Mike Fleiss / Eli Roth / Chris Briggs

### Cea mai proastă refacere (2006–2007)

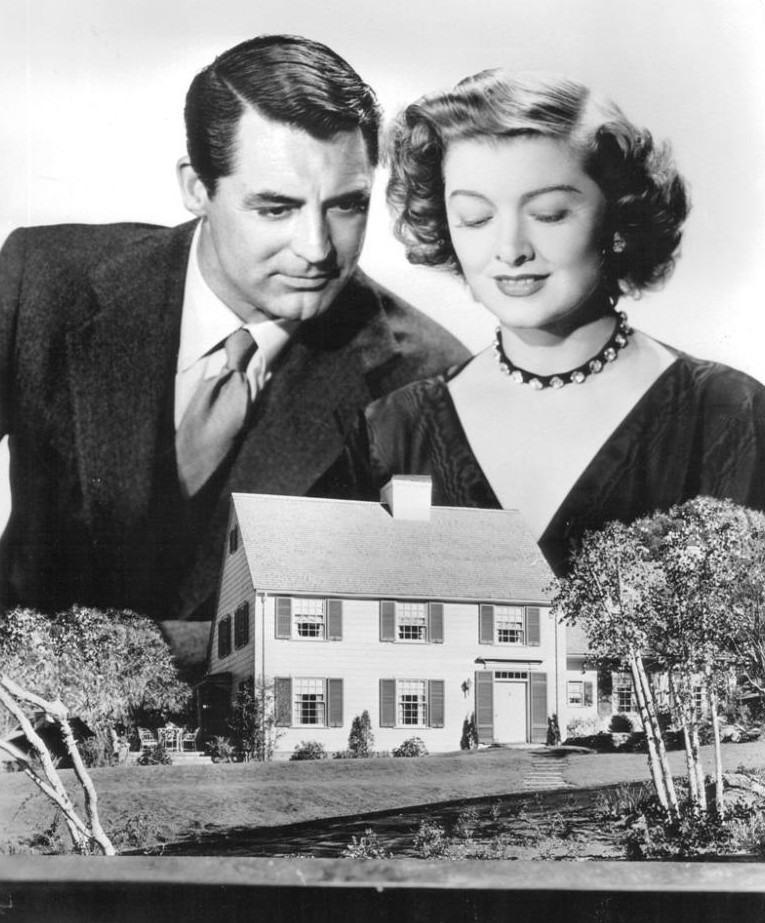
Imagine promoțională a filmului din 1948 Mr. Blandings Builds His Dream House - care a fost refăcut în 2007 ca Are We Done Yet?

- 2006 Little Man (ro. Ăla micu')  (bazat pe desenul animat din 1954 Bugs Bunny Baby Buggy Bunny)  - Columbia / Revolution Studios - Rick Alvares / Lee Mays / Marlon Wayans / Shawn Wayans
  - The Pink Panther (ro. Pantera Roz) - Columbia - Robert Simonds
  - Poseidon - Warner Bros. - Wolfgang Petersen / Duncan Henderson / Mike Fleiss / Akiva Goldsman
  - The Shaggy Dog (ro. Blănosul) - Disney - David Hoberman / Tim Allen
  - The Wicker Man (ro. Omul de răchită) - Warner Bros. - Nicolas Cage / Randall Emmett / Norm Golightly / Avi Lerner / Joanne Sellar

- 2007 I Know Who Killed Me (ro. Știu cine m-a ucis)  (parodie a filmelor Hostel, Saw și The Patty Duke Show)  - TriStar - David Grace / Frank Mancuso, Jr.
  - Are We Done Yet? (I-am dat de capăt?)  (continuare a filmului Are We There Yet? ro. Mai e mult până ajungem?, refacere a Mr. Blandings Builds His Dream House) - Columbia / Revolution Studios - Ted Hartley / Ice Cube / Matt Alvarez / Todd Garner
  - Bratz: The Movie (ro. Bratz) - Lions Gate - Isaac Larian / Avi Arad / Steven Paul
  - Epic Movie (ro. Despre super-eroi și... alte aiureli) (parodie a numeroase filme) - 20th Century Fox - Paul Schiff
  - Who's Your Caddy? (idee bazată pe Caddyshack ro. Pădurea snobilor sau Pășunea snobilor) - MGM / Dimension - Christopher Eberts / Tracy Edmonds / Kia Jam / Arnold Rifkin

### Cea mai proastă refacere sau continuare (2008–prezent)
- 2008 - Indiana Jones and the Kingdom of the Crystal Skull (Indiana Jones și regatul craniului de cristal) - Paramount / Lucasfilm - George Lucas / Kathleen Kennedy / Frank Marshall
  - The Day the Earth Stood Still (Ziua în care Pământul se opri) - 20th Century Fox - Erwin Stoff / Paul Harris Boardman / Gregory Goodman
  - Disaster Movie (Dezastre și alte catastrofe) - Lions Gate & Meet the Spartans - 20th Century Fox (de comun acord) - Jason Friedberg / Peter Safran / Aaron Seltzer
  - Speed Racer - Warner Bros. - Joel Silver / Grant Hill / Lana Wachowski / Andy Wachowski
  - Star Wars: The Clone Wars (Războiul stelelor: Războiul clonelor) - Lucasfilm / Warner Bros. - George Lucas / Catherine Winder

- 2009 - Land of the Lost - Universal - Sid and Marty Krofft / Jimmy Miller
  - G.I. Joe: The Rise of Cobra (G.I. Joe: Ascensiunea Cobrei) - Paramount / Hasbro - Lorenzo di Bonaventura / Bob Ducsay / Brian Goldner
  - The Pink Panther 2 (Pantera Roz 2) - Columbia / Metro-Goldwyn-Mayer - Robert Simonds
  - Transformers: Revenge of the Fallen (Transformers 2: Răzbunarea celor învinși‎‎) - DreamWorks / Paramount / Hasbro - Lorenzo di Bonaventura / Ian Bryce / Tom DeSanto / Don Murphy
  - The Twilight Saga: New Moon (Saga Amurg: Lună Nouă) - Summit Entertainment - Wyck Godfrey / Karen Rosenfelt

- 2010 - Sex and the City 2 - New Line Cinema / Village Roadshow - Michael Patrick King / John Melfi / Sarah Jessica Parker / Darren Star
  - Clash of the Titans (Înfruntarea titanilor) - Warner Bros. - Kevin De La Noy / Basil Iwanyk / Richard D. Zanuck
  - The Last Airbender (Ultimul războinic al aerului) - Paramount / Nickelodeon / Kennedy/Marshall - Frank Marshall / Sam Mercer / M. Night Shyamalan
  - The Twilight Saga: Eclipse (Saga Amurg: Eclipsa) - Summit Entertainment - Wyck Godfrey / Karen Rosenfelt
  - Vampires Suck (Cineva m-a mușcat!) - 20th Century Fox / Regency - Jason Friedberg / Peter Safran / Aaron Seltzer

- 2011 - Jack and Jill (ro. Jack și Jill) (refacere/parodie a Glen or Glenda) - Columbia - Adam Sandler / Jack Giarraputo / Todd Garner
  - Arthur - Warner Bros. - Larry Brezner / Kevin McCormick / Chris Bender / Michael Tadross
  - Bucky Larson: Born to Be a Star (Bucky Larson: Născut pentru a fi vedetă) (parodie a Boogie Nights și A Star Is Born) - Columbia - Adam Sandler / Jack Giarraputo / Allen Covert / Nick Swardson / David Dorfman
  - The Hangover Part II (Marea Mahmureală 2) - Warner Bros. - Daniel Goldberg / Todd Phillips
  - The Twilight Saga: Breaking Dawn - Part 1  (Saga Amurg: Zori de Zi - Partea I) - Summit Entertainment - Wyck Godfrey / Stephenie Meyer / Karen Rosenfelt

- 2012 - The Twilight Saga: Breaking Dawn – Part 2 (Saga Amurg: Zori de Zi - Partea II ) - Summit Entertainment - Wyck Godfrey / Stephenie Meyer / Karen Rosenfelt
  - Ghost Rider: Spirit of Vengeance (Ghost Rider: Demonul răzbunării) - Columbia - Steven Paul / Ashok Amritaj / Michael De Luca / Avi Arad
  - Madea's Witness Protection - Lionsgate - Tyler Perry / Ozzie Areu / Paul Hall
  - Piranha 3DD - Dimension - Mark Canton / Marc Toberoff / Joel Soisson
  - Red Dawn (Invazia roșie) - FilmDistrict - Beau Flynn / Tripp Vinson

- 2013 - The Lone Ranger (Legenda călărețului singuratic) - Disney - Jerry Bruckheimer / Gore Verbinski
  - Grown Ups 2 (Oameni mari și fără minte 2) - Columbia - Adam Sandler / Jack Giarraputo
  - The Hangover Part III (Marea mahmureală 3) - Warner Bros. - Daniel Goldberg / Todd Phillips
  - Scary Movie 5 (Comedie de groază 5) - The Weinstein Company - David Zucker / Phil Dornfeld
  - The Smurfs 2 (Ștrumpfii 2) - Columbia - Jordan Kerner

- 2014 - Annie - Columbia - Jay Brown, Will Gluck, Jada Pinkett Smith, Caleeb Pinkett, Tyran Smith, Will Smith, Shawn 'Jay Z' Carter
  - Atlas Shrugged: Part III - Atlas Distribution Company - John Aglialoro, Harmon Kaslow
  - The Legend of Hercules (Legenda lui Hercule) - Summit Entertainment—Boaz Davidson, Renny Harlin, Danny Lerner, Les Weldon
  - Teenage Mutant Ninja Turtles (Țestoasele Ninja) - Paramount, Nickelodeon - Michael Bay, Ian Bryce, Andrew Form, Bradley Fuller, Scott Mednick, Galen Walker
  - Transformers: Age of Extinction (Transformers 4: Exterminarea) - Paramount, Hasbro - Ian Bryce, Tom DeSanto, Lorenzo di Bonaventura, Don Murphy

- 2015 - Fantastic Four (Fantastic 4) - 20th Century Fox - Simon Kinberg, Matthew Vaughn, Hutch Parker, Robert Kulzer, Gregory Goodman
  - Alvin and the Chipmunks: The Road Chip (Alvin și veverițele: Marea aventură) - 20th Century Fox - Janice Karman, Ross Bagdasarian
  - Hot Tub Time Machine 2 (Teleportați în adolescență 2) - Paramount Pictures—Andrew Panay
  - The Human Centipede 3 (Final Sequence) - IFC Midnight—Tom Six, Ilona Six
  - Paul Blart: Mall Cop 2 (Paul, mare polițist la mall 2) - Columbia Pictures—Todd Garner, Kevin James, Adam Sandler

- 2016 - Batman v Superman: Dawn of Justice (Warner Bros.)
  - Alice Through the Looking Glass (Disney)
  - Fifty Shades of Black (Open Road)
  - Independence Day: Resurgence (20th Century Fox)
  - Teenage Mutant Ninja Turtles: Out of the Shadows (Paramount/Nickelodeon)
  - Zoolander 2 (Paramount)

- 2017 - Fifty Shades Darker (Universal/Focus Features)
  - Baywatch (Paramount)
  - Boo 2! A Madea Halloween (Lionsgate)
  - The Mummy (Universal)
  - Transformers: The Last Knight (Paramount)

- 2018 - Holmes & Watson – (Columbia)
  - Death of a Nation – (Quality Flix) (Remake al Hillary's America)
  - Death Wish – (Metro-Goldwyn-Mayer)
  - The Meg – (Warner Bros.) (Rip-off din Jaws)
  - Robin Hood – (Summit)

- 2019 - Rambo: Last Blood (Lionsgate)
  - Dark Phoenix (20th Century Fox)
  - Godzilla: King of the Monsters (Warner Bros.)
  - Hellboy (Lionsgate)
  - A Madea Family Funeral (Lionsgate)

- 2020 - Dolittle (Universal)
  - 365 Days[a] (Next Film)
  - Fantasy Island (Columbia)
  - Hubie Halloween[b] (Netflix)
  - Wonder Woman 1984 (Warner Bros.)

- 2021 - Space Jam: A New Legacy (Warner Bros.)
  - Karen (Quiver) (descris ca "Inadvertent Remake al Cruella")
  - Tom & Jerry (Warner Bros.)
  - Twist (Sky Cinema)
  - The Woman in the Window (Netflix) (descris ca "Rip-off al Rear Window")

- 2022 - Disney's Pinocchio (NOT del Toro's!) (Disney+)
  - Blonde (Netflix)[c]
  - BOTH 365 Days Sequels – 365 Days: This Day & The Next 365 Days [a Razzie BOGO] (Netflix)
  - Firestarter (Universal)
  - Jurassic World Dominion (Universal)

- 2023 - Winnie-the-Pooh: Blood and Honey (Altitude Film Distribution)
  - Ant-Man and the Wasp: Quantumania (Disney)
  - The Exorcist: Believer (Universal)
  - Expend4bles (Lionsgate)
  - Indiana Jones and the Dial of Destiny[d] (Disney)

- 2024 - Joker: Folie à Deux (Warner Bros.)
  - The Crow (Lionsgate)
  - Kraven the Hunter (Columbia / Sony Pictures Releasing)
  - Mufasa: The Lion King (Disney)
  - Rebel Moon 2: The Scargiver (Netflix)

## Legături externe
- Golden Raspberry official website
- Razzie Awards page on the Internet Movie Database